# 日本扁蛛
日本扁蛛（学名：Plator nipponicus）为转蛛科扁蛛属的动物。分布于日本以及中国大陆的山东、河南、陕西、辽宁、浙江等地，主要生活于树皮和墙壁的缝隙。该物种的模式产地在日本。